# Farafónovo
Farafónovo (en rus: Фарафоново) és un poble de l'óblast de Nóvgorod, a Rússia, segons el cens del 2010 tenia 49 habitants.